# Ронка
Ронка (итал. Roncà) — коммуна в Италии, располагается в провинции Верона области Венеция.
Население составляет 3585 человек (2008 г.), плотность населения составляет 142 чел./км². Занимает площадь 18 км². Почтовый индекс — 37030. Телефонный код — 045.
В коммуне 25 марта особо празднуется Благовещение Пресвятой Богородицы. Покровителями коммуны почитаются Пресвятая Богородица (Madonna di Monte Berico), празднование 8 сентября, и святой San Pietro.

## Галерея

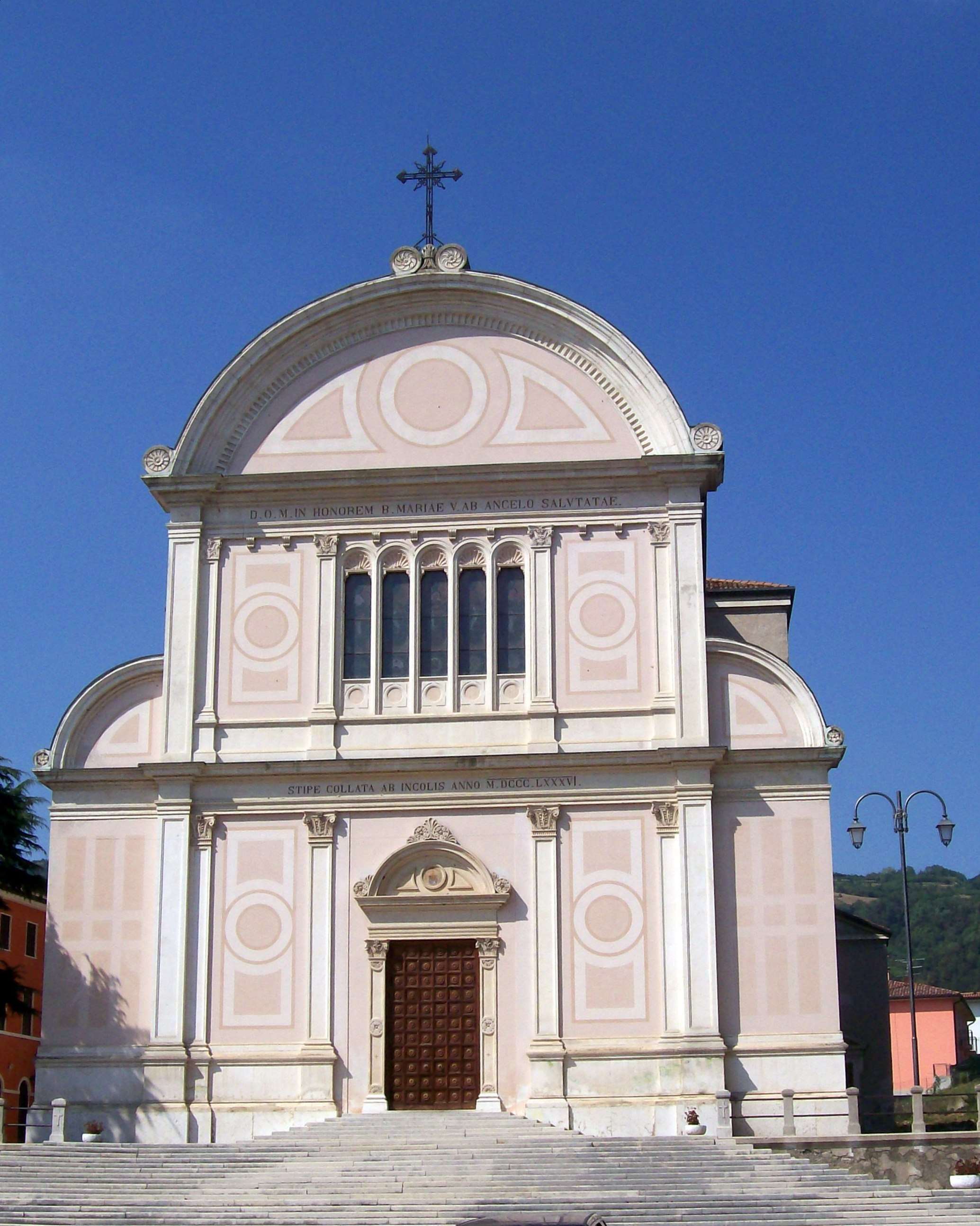
Приходской храм Благовещения Пресвятой Богородицы.
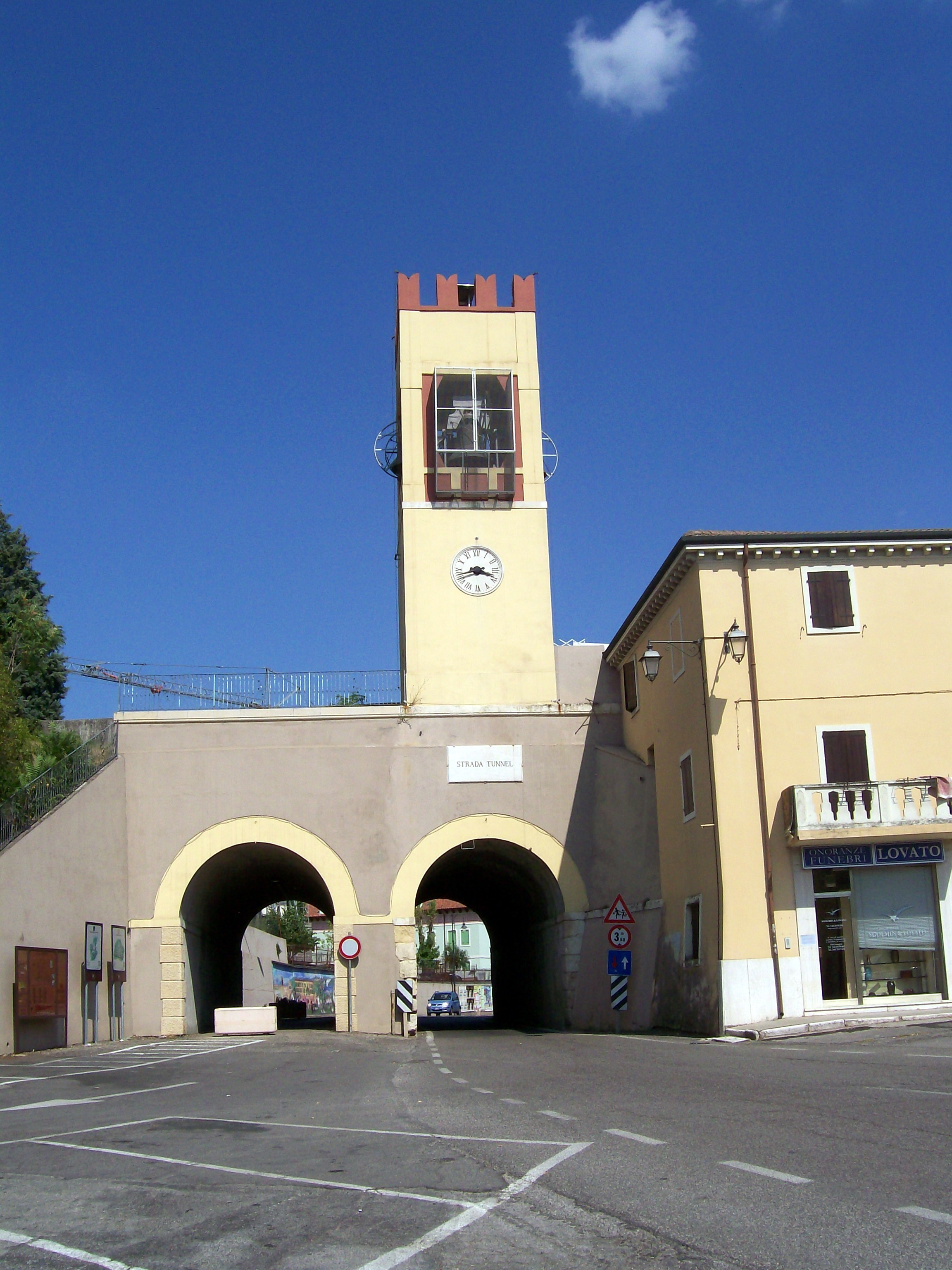
Колокольня Благовещенского храма.
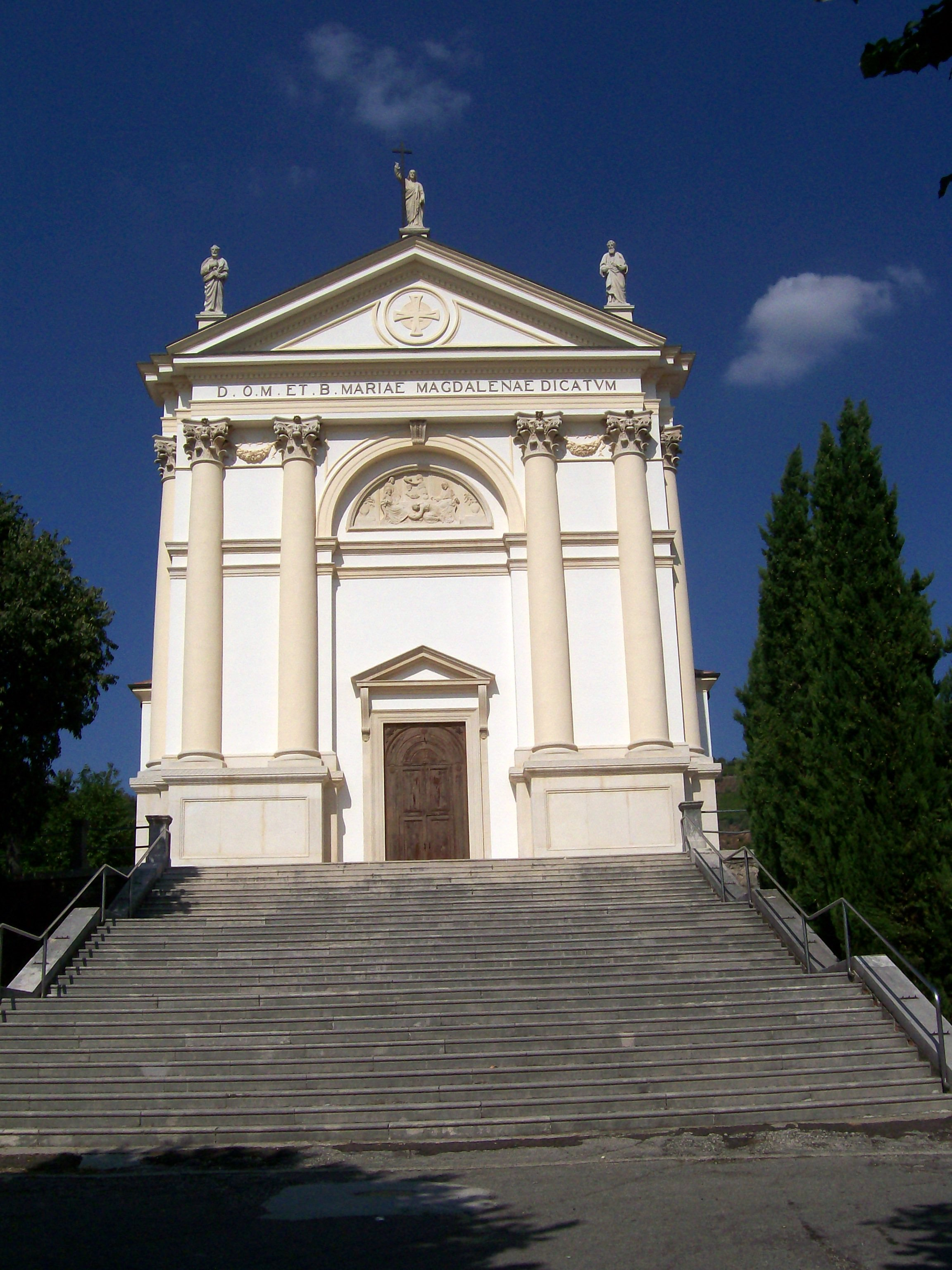
Приходской храм святой равноапостольной Марии Магдалины, Terrossa di Roncà.
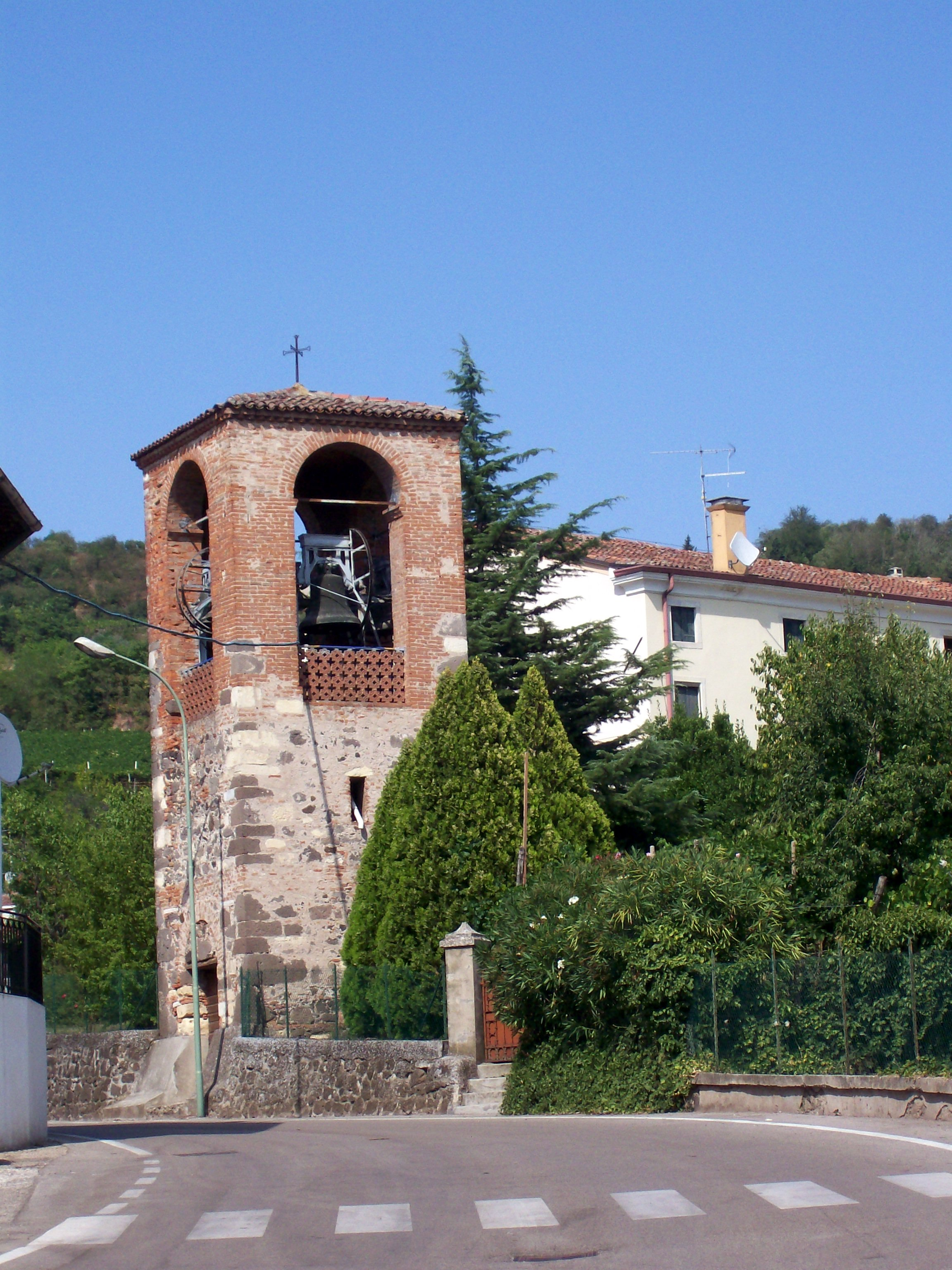
Колокольня Свято-Магдалининского храма.

## Демография
Динамика населения:

## Города-побратимы
- Ваккернхайм, Германия (2000)

## Администрация коммуны
- Официальный сайт: